# 하야시 요헤이
하야시 요헤이(일본어: 林 容平, 1989년 7월 16일 ~ )는 일본의 축구 선수이다. 현재 일본 풋볼 리그의 브리오베카 우라야스에서 뛰고 있다.

## 구단 경력
그는 2012년부터 2020년까지 J리그의 FC 도쿄, 파지아노 오카야마, 오이타 트리니타, 오이타 트리니타, 블라우블리츠 아키타에서 활동하였다.